# Jump, Little Children
Jump, Little Children (JLC, Jump (Little Children) or Jump), ist eine amerikanische Indie-Rock-Band, die 1991 in Charleston, South Carolina gegründet wurde.  Schon bald spielten sie ihr erstes Konzert in Winston-Salem, North Carolina, aber es dauerte bis 1994, bis sich eine feste Bandbesetzung ergab. Die Bandmitglieder sind seitdem:
- Gesang und Gitarre: Jay Clifford
- Tin Whistle, Mundharmonika, Akkordeon, Melodica und Mandoline: Matthew Bivins
- Gitarre und Violoncello: Ward Williams
- Kontrabass: Jonathan Gray
- Schlagzeug: Evan Bivins

Michael Bellar und Amanda Kapasouz werden oft als sechstes und siebtes Mitglied der Band bezeichnet, da sie auf vielen Platten ebenfalls vertreten sind.
Der Bandname leitet sich von einem Songtitel von Sonny Terry und Brownie McGhee, den Jump, Little Children in ihrer Anfangszeit oft spielten.
Am 16. Juni 2005 gab die Band bekannt, dass sie ab Jahresende nicht mehr vorhaben, erneut zu touren. Es wurde aber nicht ausgeschlossen, dass sie in Zukunft weiteres Material aufnehmen werden. Ende 2005 sagte Schlagzeuger Evan Bivins in einem Interview: „Wir haben immer gesagt 'Sag niemals nie', aber das hier werden die letzten Shows sein. Wir haben das seit Ende des letzten Jahres geplant.“

## Bandgeschichte
Alle Bandmitglieder außer Jonathan Gray besuchten die 'North Carolina School of the Arts' in Winston-Salem. Zu College-Zeiten begannen sie, zusammen Celtic-Music zu spielen und schon bald reisten Clifford, Pollen, und the Bivins-Brüder nach Dublin und Boston um sich musikalisch den letzten Schliff zu holen.  Als Pollen die Band verließ, um einem religiösen Kult beizutreten, traten der ehemalige Klassenkamerad Ward Williams und Jonathan Gray der Band bei.
In den nächsten Jahren machten sich JLC als Straßenmusiker in Charleston einen Namen und kamen so schnell zu größeren Auftritten. Da sie auf diese Weise eine beachtenswerte Fangemeinde versammelt hatten, unterschrieben sie 1998 ihren ersten Plattenvertrag bei Breaking Records, einem Tochterunternehmen von Atlantic unter Leitung von Hootie and the Blowfish.
Dort veröffentlichten JLC dann auch ihr erstes Studioalbum 'Magazine'. Die Single 'Cathedrals' wurde landesweit im Radio gespielt und außerdem 2003 in einer Szene der TV-Serie Everwood benutzt, aber Atlantic Records beendete sein Engagement bei Breaking Records wenige Wochen vor der geplanten Veröffentlichung des zweiten JLC-Albums 'Vertigo'.
Es gelang der Band, die Rechte am Album zu erwerben und so veröffentlichten sie es beim Independent-Label E-Z Chief Records im September 2001. Nachdem die einzelnen Bandmitglieder eine Reihe von anderen Projekten verfolgt hatten, wurde im April 2004 das dritte Album „Between the Dim and the Dark“ veröffentlicht. Gleichzeitig wurde versucht den Namen der Band auf 'Jump' zu verkürzen; dies blieb allerdings weitestgehend erfolglos.
Das letzte Konzert gaben JLC im Dock Street Theatre in Charleston am 30. Dezember 2005. Diese Show stellte das Ende einer Konzertreihe von vier Auftritten in drei Tagen dar und JLC spielten nicht nur eigene Titel, sondern auch Songs von den jeweiligen anderen Projekten der Mitglieder.
Am Ende des Konzerts liefen die Band und die über 500 Zuschauer vom Dock Street Theatre zur Market Street, in der JLC in ihren Anfangsjahren oft als Straßenmusiker aufgetreten waren und belebten dort alte Erinnerungen noch einmal neu. Außerdem wurde bekannt gegeben, dass am Charleston College ein Stipendium-Fonds zu Ehren der Band eingerichtet würde.
Bemerkenswert ist weiterhin, dass JLC eine Website erstellt haben, auf der Fans sich CDs mit Liedern ihrer Wahl verschiedenster Indie-Bands zusammenstellen können.

## Diskografie
- The Licorice Tea Demos
- Buzz
- Magazine
- Vertigo
- Between the Dim and the Dark
- Between the Glow and the Light
- Jump at the Dock Street Theatre (2-CD set)